# Stojanka Kurbatowa
Stojanka Kurbatowa (vor Heirat: Stojanka Gruitschewa, bulgarisch Стоянка Груйчева-Курбатова; * 18. März 1955 in Plowdiw) ist eine ehemalige bulgarische Ruderin. Zusammen mit Sika Kelbetschewa war sie 1976 Olympiasiegerin im Zweier ohne Steuerfrau.

## Karriere
Stojanka Gruitschewa und Sika Kelbetschewa belegten bei den Weltmeisterschaften 1975 den vierten Platz. Bei der olympischen Premiere des Frauenruderns 1976 in Montreal siegten sie vor den Booten aus der DDR und aus der BRD, nachdem sie im Vorlauf noch Zweite hinter dem BRD-Zweier geworden waren. 1977 belegte Gruitschewa mit dem bulgarischen Achter den fünften Platz bei den Weltmeisterschaften in Amsterdam.
Nach ihrer Heirat nahm Stojanka Kurbatowa mit der inzwischen ebenfalls verheirateten Sika Barbulowa an den Olympischen Spielen 1980 in Moskau teil. Insgesamt traten im Zweier ohne Steuerfrau nur sechs Boote an, von denen fünf zum Finale zugelassen wurden. Es siegte der Zweier aus der DDR vor den Polinnen, die beiden Bulgarinnen gewannen vier Jahre nach ihrem Olympiasieg die Bronzemedaille.
Die 1,74 m große Stojanka Kurbatowa ruderte für Trakia Plowdiw.